# Matt Cedeño
Matt Cedeño, född 14 november 1973 i Moses Lake, är en amerikansk skådespelare.
Cedeño har bland annat medverkat i TV-serierna Våra bästa år och Z Nation. Han har även medverkat i filmen Best. Christmas. Ever!.

## Filmografi (i urval)
- 1999–2005 – Våra bästa år (TV-serie)
- 2015–2016 – Z Nation (TV-serie)
- 2023 – Best. Christmas. Ever!